# Kring van Dorth

Map - NL - Lochem - Wijk 01 Almen-Harfsen - Buurt 09 Verspreide huizen Kring van Dorth

Kring van Dorth is een kern in de gemeente Lochem in de Nederlandse provincie Gelderland. Het telde op 1 januari 2023 315 inwoners. Het ligt in het noorden van de gemeente, vijf kilometer ten noordoosten van Gorssel. Ten noordoosten ligt het landgoed Dorth met daarop Huize Dorth dat in 1833 in de plaats kwam van een 14e-eeuws kasteel.
Kring van Dorth was honderden jaren een hoge heerlijkheid waar de heer van Dorth de dienst uitmaakte. Na een bestuurlijk onrustige periode in de Franse tijd werd het op 1 januari 1818 op grond van de oude heerlijke rechten een zelfstandige gemeente onder de naam Dorth. Het aantal inwoners bleef echter gering en op 1 juli 1838 werd de buurtschap weer bij Gorssel gevoegd dat op zijn beurt in 2005 deel ging uitmaken van de gemeente Lochem.